# Хёрнум (Зильт)
Хёрнум (нем. Hörnum) — община в Германии, в земле Шлезвиг-Гольштейн.
Входит в состав района Северная Фризия. Подчиняется управлению Ландшафт-Зильт. Население составляет 1048 человек (на 31 декабря 2010 года). Занимает площадь 6 км².
Официальным языком в населённом пункте, помимо немецкого, является севернофризский.

## Примечания

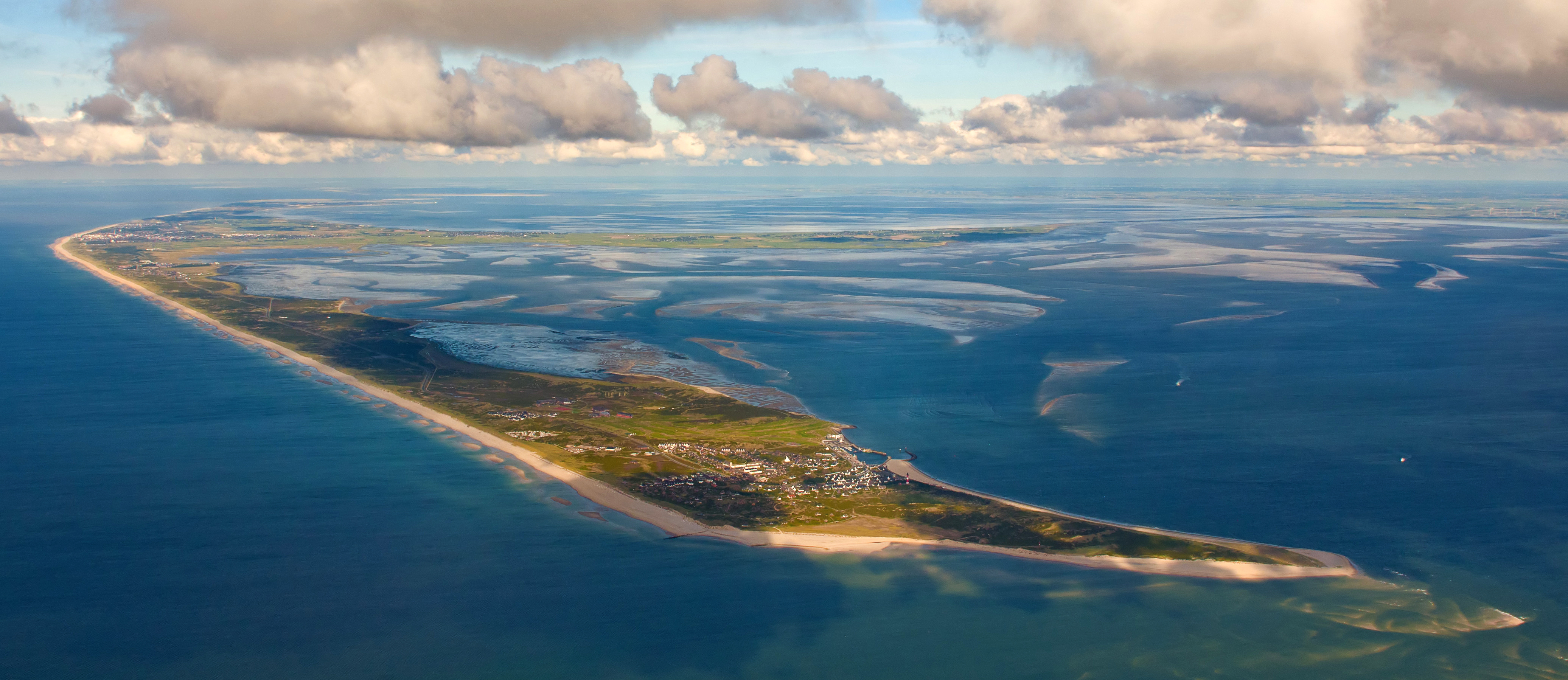